# Jeton
En jeton er en farvet skive af plastic eller andet materiale der i spil angiver en bestemt værdi. Jetoner bruges i forskellige spil, fx poker, blackjack, roulette, baccarat og mahjong. Jetoner til især poker kaldes også chips (pokerchips).
Jetoner bruges som regel på casinoer til markering af indskud i stedet for rede penge.
Jetonens værdi er enten trykt på jetonen eller aftales inden spillets start. Normalt anvendes en forskellig farve jeton for hver værdi.
På et casino køber den enkelte spiller som regel jetoner inden spillets start. Efter hvert spil udbetales eventuelle gevinster af casinoet i jetoner, mens casinoet inddrager jetoner fra de spillere som har tabt. De jetoner som spilleren har tilbage når vedkommende er færdig med at spille, kan veksles til rede penge. Jetoner til turneringer i poker mv. har oftest kun pointværdi under spillet, og præmierne fordeles i et bestemt forhold til de bedst placerede spillere.
Jetoner kan også bruges til spil i hjemmet efter lignende regler, idet man dog ikke behøver at tillægge jetonerne en egentlig pengeværdi.
Formen på jetoner er oftest rund, men der findes også jetoner i andre former, så som ovale, ottekantede eller rektangulære, især til højere værdier.
Materialet er ofte plastic eller har plastic som væsentlig bestanddel. Traditionelle europæiske jetoner fremstilles ofte med perlemorseffekt, mens traditionelle amerikanske jetoner i mange tilfælde fremstilles af et leragtigt materiale med særlige kantmarkeringer. Der findes også jetoner af materialer der har keramisk karakter.
Jetoner til casinobrug kan foruden kantmarkeringer have andre sikkerhedsanordninger, fx individuel nummerering, hologrammer, markeringer der lyser op under ultraviolet lys, eller RFID (radiofrekvensidentifikation).